# 曹愈參
曹愈參（1562年—1619年），字右清，號方夔，四川重慶府涪州人，軍籍，明朝政治人物。

## 生平
萬曆七年（1579年）己卯科四川鄉試第六十九名舉人，十四年（1586年）中式丙戌科會試第一百七十九名，三甲第一百五十八名進士。吏部觀政，二十年（1592年）任黃岡縣知縣，升南京兵部郎中，三十一年（1603年）三月出為陝西按察司副使，調湖廣按察司副使，三十五年（1607年）七月調河南按察司副使，三十七年（1609年）正月升河南布政使司右參政，升山西右布政使，四十二年（1614年）八月任都察院右僉都御史、巡撫雲南，屢次乞休，四十五年（1617年）十月獲准歸里養病調理，四十七年（1619年）病卒，葬於涪州長里葛樹溪。

## 家族
曾祖曹介，祖父曹中道，父曹第，母夏氏。具慶下。弟曹愈彬。